# Енакиевский трамвай

Трамвайная система на карте города

Енакиевский трамвай (укр. Єнакієвський трамвай) был открыт 24 мая 1932 года. По состоянию на первую половину 2023 года, имеется 3 маршрута, 32,7 км путей и 26 (8 рабочих) вагонов.

## Маршруты
- № 1 Красный Городок — 101-й квартал (поселок Ватутина)
- № 3 Шахта «Красный Октябрь» — 101-й квартал (поселок Ватутина)
- № 4 Город (Военкомат) — Микрорайон 16 (ул. Брайляна)

## История
Трамвайное движение в Енакиеве было открыто 24 мая 1932 года одним моторным вагоном Х по одноколейному маршруту № 1 «Завод (Дворец культуры) — река Булавинка» по ул. Свердлова.
22 октября 1932 года линию продлили через реку Булавинка, маршрут № 1 «Дворец культуры — Красный Городок».
В 1932 году построено депо возле конечной «Дворец культуры».
7 ноября 1933 года введена новая однопутная линия с разъездами (не связана с имеющейся) «Железнодорожный переезд — шахта „Красный Профинтерн“» по улице Ленинградская (сейчас — Тиунова), пущен маршрут № 2.
В 1933 году построено второе депо возле конечной «Железнодорожный переезд».
1 мая 1934 года введена новая линия от Дворца культуры до Вокзала, маршрут № 1 продлён: «Вокзал — Красный Городок».
В 1933—1934 годах планировалось построить новые линии до Юнкома, Карло-Марксова, Горловки, шахты «Красный Октябрь», Волынцева.

### Маршруты на 1 января 1935 года
- 1 Вокзал — Красный Городок
- 2 Железнодорожный переезд — шахта «Красный Профинтерн»

В 1936 году на первой линии достроено 2 разъезда.
После освобождения города 3 сентября 1943 года разрушенными оказались весь контактный провод, 1,3 км путей, депо и подстанция, трамвайный мост через Булавинку и 25 % вагонов.
8 сентября 1944 года восстановлена линия от дворца культуры до реки Булавинка, пущены 2 вагона в дневное время.
25 сентября 1944 года восстановлена часть северной линий от железнодорожного переезда до Красного Базара (перед железнодорожной линией на шахту имени Карла Маркса), пущен маршрут № 2.
Из-за недостатка электроэнергии с 5 января до 1 мая 1945 года трамвай не работал.
В 1945 году восстановлен мост через Булавинку, продлён маршрут № 1 до Красного городка.
В 1948 году восстановлен путепровод через железнодорожную линию на шахту имени Карла Маркса, продлён маршрут № 2 до шахты «Красный Профинтерн». Таким образом, к 1948 году восстановлена вся довоенная сеть трамвая, кроме 1,3 км от Дворца культуры до вокзала (больше не существовала).
В 1952 году построены 3 новых разъезда, расширена тяговая подстанция, работало уже 11 вагонов.
В 1956 году достроена вторая линия на участке «Центр — Красный Городок».
В декабре 1961 года построен железнодорожный переезд, соединив две до того отдельные трамвайные системы в Енакиеве, маршрут № 2 продлён до Дворца культуры (Город).

### Маршруты на 1 января 1965 года
- 1 Город — Красный Городок
- 2 Город — шахта «Красный Профинтерн»

18 ноября 1965 года введена новая двухколейная линия от ул. Тиунова по ул. Лермонтова и Берегового проспекта до пос. Ватутина («Черёмушки», сейчас — 101-й квартал), продлён маршрут № 1 «пос. Ватутина — Красный Городок», пущен маршрут № 3 «пос. Ватутина — Красный Профинтерн».
В 1967 году линия до «Красного Профинтерна» стала двухколейной на всём протяжении.
В ноябре 1967 года введена новая линия от шахты «Красный Профинтерн» до школы № 7 (пос. шахты «Красный Октябрь») по ул. Гагарина, сюда продлены маршруты № 2 и № 3.
В 1969 году новая линия была продолжена по ул. Кумача до шахты № 1-2 «Красный Октябрь», сюда продлены маршруты № 2 и № 3.
В 1972 году построен новый трамвайный парк в районе школы № 7 посёлка шахты «Красный Октябрь», 2 старых депо были закрыты.
В 1972 году построено новое разворотное кольцо в центре города («Военкомат»).
В конце 1970-х планировалось начать строительство линии от Красного городка к Юнокоммунаровску.
В 1992 году введена новая линия от шахты «Красный Профинтерн» по ул. Лазо, Нагорной, Брайляна до микрорайона Горняк (16-й мрн, сейчас — Микрорайон имени Брайляна), пущен маршрут № 4 «Город (Военкомат) — Микрорайон Горняк (имени Брайляна)».

### Маршруты на 1 января 1995 года
- 1 пос. Ватутина (101-й квартал) — Красный Городок
- 2 шахта «Красный октябрь» — Город (Военкомат)
- 3 пос. Ватутина (101-й квартал) — шахта «Красный Октябрь»
- 4 Город (Военкомат) — Микрорайон Горняк (имени Брайляна)

В 1997 году закрыт маршрут № 2.
В 2010-2012 годы произошёл определённый спад в перевозках, однако трамвайное хозяйство чувствовало себя неплохо.

### После 2014 года

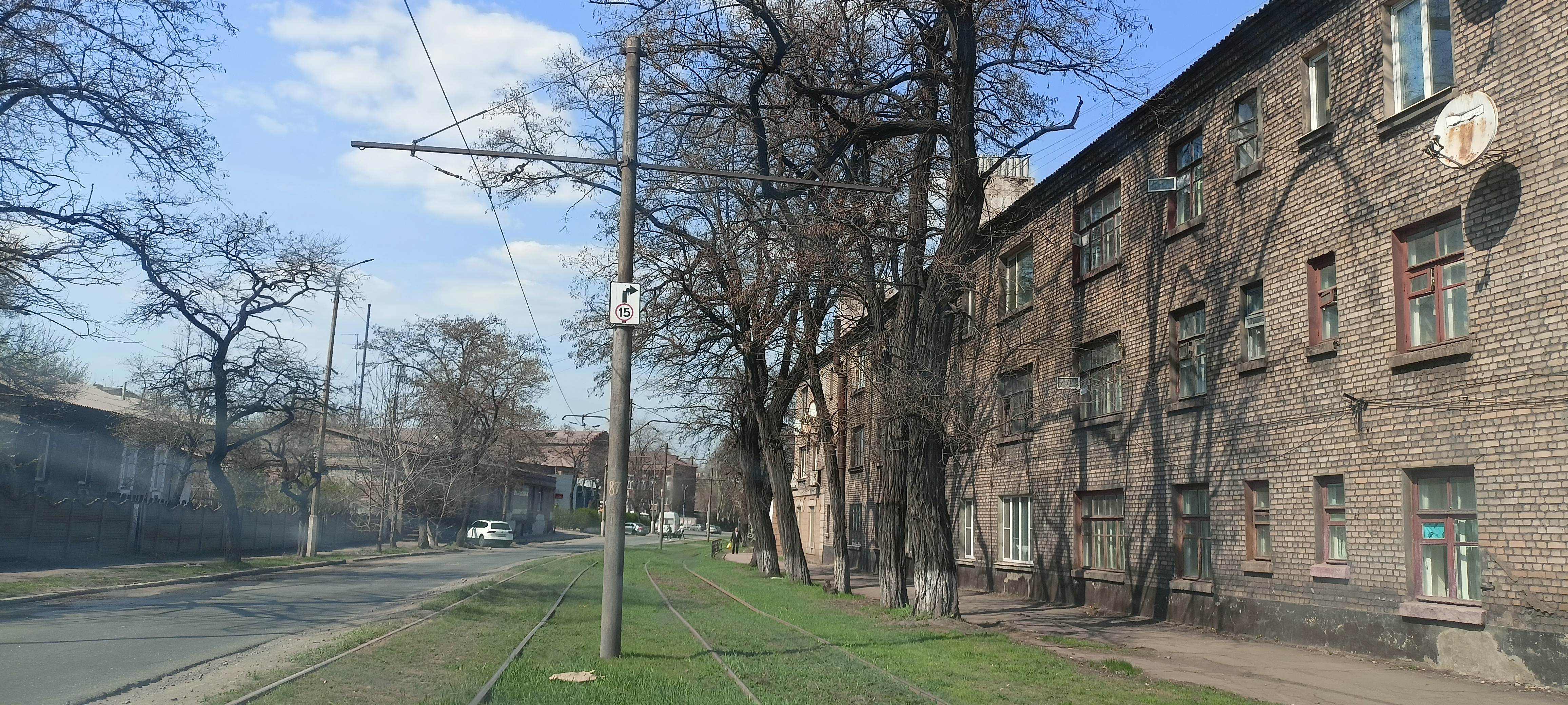
Трамвайные пути в Енакиево, 2024

С 2015 года по нынешнее время трамвай находится в удручающем состоянии из-за отсутствия запчастей и нормального ремонта вагонов. В связи со сложными погодными условиями трамвай не работал с 4 января по 7 февраля 2019 года, запускался на непродолжительный период 14 и 15 января по маршруту № 3 «Депо — 101-й квартал».
С 8 февраля 2019 года началось восстановление движения трамвая следующим образом:
1. 8 февраля 2019 г восстановлено движение по маршруту  № 3 «Депо — 101-й квартал».
2. 12 февраля 2019 г. восстановлено движение по маршрутам: № 1 «Калинина – 101-й квартал», № 2 «Калинина – Депо».
3. 13 февраля 2019 г. полностью восстановлен трамвайный маршрут № 1 «101-й квартал — Красный Городок».
4. 18 февраля 2019 г. восстановлен трамвайный маршрут № 4 «Город — 16-й микрорайон», движение по трамвайному маршруту № 2 было прекращено.

## Подвижной состав
В настоящее время все маршруты обслуживаются вагонами типа:
- КТМ-5М3 (0 вагонов) в рабочем состоянии (в нерабочем состоянии 6 вагонов которые не подлежат восстановлению) из 55 всех поступивших с 1976 года
- 71-623 (6 вагонов) в рабочем состоянии из 13 имеющиеся (3 поступившие в 2012 году и 10 в 2022 году из Санкт-Петербурга) (вагоны 7504 и 7505 разбиты при столкновении)

Ранее были следующие типы вагонов:
- Х+М двухосные моторные (15 вагонов) в 1932—1968
- Х+М двухосные прицепные (2 вагона) в 1934—1945
- КТМ1+КТП1 (7/7) в 1957—1977
- КТМ2+КТП2 (29/29) в 1962—1979
- ЛТ-10 (5 вагонов) в 1995—2007 (работали с 1994 по 1997)